# V366 Андромеды
V366 Андромеды (лат. V366 Andromedae), HD 10465 — двойная или кратная звезда в созвездии Андромеды на расстоянии (вычисленном из значения параллакса) приблизительно 13573 световых лет (около 4161 парсека) от Солнца. Видимая звёздная величина звезды — от +6,93m до +6,74m.

## Характеристики
Первый компонент — красный сверхгигант или яркий гигант, пульсирующая медленная неправильная переменная звезда (LC) спектрального класса M2Ib, или M2,5II, или M0, или M5, или Ma. Масса — около 17,564 солнечной, радиус — около 1575,742 солнечных, светимость — около 156634 солнечных. Эффективная температура — около 3781 K.
Второй компонент (или несколько) суммарной массой около 2477,59 юпитерианских (2,3651 солнечных). Удалён в среднем на 3,888 а.е..